# Éléonore de Savoie
 (octobre 2016).
Si vous disposez d'ouvrages ou d'articles de référence ou si vous connaissez des sites web de qualité traitant du thème abordé ici, merci de compléter l'article en donnant les références utiles à sa vérifiabilité et en les liant à la section « Notes et références ».
Éléonore Marie Thérèse de Savoie était le deuxième enfant et la fille aînée du roi Charles-Emmanuel III de Sardaigne et de sa seconde femme, l’allemande Polyxène de Hesse-Rheinfels-Rotenburg. Elle est née le 28 février 1728 au Palais royal de Turin et morte le 15 août 1781 au Château de Moncalieri.

## Biographie
Éléonore de Savoie reçut le prénom de sa grand-mère maternelle, Éléonore de Loewenstein-Wertheim. Elle est issue d’un mariage relativement heureux.
Ses cousins maternels incluent Victor-Amédée II, prince de Carignan et sa jeune sœur la future princesse de Lamballe, lesquels étaient tous deux nés à la cour de Savoie. Du côté de son père, elle était la cousine de Ferdinand VI d'Espagne, roi d’Espagne de 1746 à 1759 et de Louis XV, roi de France de 1715 à 1774.
Sa grand-mère paternelle, Anne-Marie d'Orléans, mourut en août 1728 lorsqu'Éléonore avait seulement 6 mois. Quant à elle, sa mère décéda en 1735 alors qu’elle n’avait que 6 ans. Ainsi, elle fut la femme de plus haut rang à la cour de Savoie jusqu'au mariage de son frère, le futur Victor-Amédée III, avec l’infante Marie-Antoinette d'Espagne en 1750.
Éléonore et sa sœur Marie-Louise furent proposées pour épouser Louis, dauphin de France, fils aîné du roi Louis XV, qui était leur cousin. Le mariage ne se réalisera jamais car des négociations furent entamées entre la France et l’Espagne, et qui aboutirent au mariage du dauphin avec l’infante Marie-Thérèse, une sœur de Marie-Antoinette, en 1744. C'est après le décès de Marie-Thérèse que les intrigues du cardinal de Tencin, de Pâris de Montmartel et de la princesse Victoire de Carignan tentèrent de marier le Dauphin à l'une des filles de Charles Emmanuel III (Mémoires du marquis d'Argenson, tome V, article VII Second mariage du Dauphin avec Marie Josèphe de Saxe, Paleo, 330).
Toutefois, ses deux nièces, les princesses Marie-Joséphine et Marie-Thérèse allaient plus tard épouser deux fils de Louis, respectivement en 1771 et 1773.
La princesse, restée célibataire, meurt au Château de Moncalieri, à Turin, à l’âge de 53 ans. Elle est enterrée à la Basilique Royale de Superga, près de Turin.